# سشزیشه شوایتس (ناحیه)
سشزیشه شوایتس (ناحیه) (به آلمانی: Landkreis Sächsische Schweiz) یک ناحیه در آلمان است که در Dresden Government Region واقع شده‌است. سشزیشه شوایتس ۱۴۷٬۱۸۰ نفر جمعیت دارد.
این منطقه در سال 1994 با ادغام دو منطقه Sebnitz و Pirna ایجاد شد. در آگوست 2008، به عنوان بخشی از اصلاحات ناحیه ای در زاکسن، نواحی Sächsische Schweiz و Weißeritzkreis در ناحیه جدید Sächsische Schweiz-Osterzgebirge ادغام شدند.